# Sydney Taylor
Sydney Taylor  (geboren 30. Oktober 1904 in New York City als Sarah Brenner; gestorben 12. Februar 1978 ebenda) war eine US-amerikanische Kinderbuchautorin.

## Leben
Sarah Brenner war die mittlere von fünf Töchtern in einer kleinbürgerlichen Familie jüdischer deutscher Einwanderer in der Lower East Side Manhattans. Die Geschwister wuchsen in der englischen Sprache in einem vom Jiddisch der Einwanderer geprägten Stadtviertel auf und Sarah anglisierte ihren Vornamen in Sydney. Sie studierte Literatur und Schauspiel an der New York University.
1925 heiratete sie den Manager Ralph Taylor, der 1936 mit seinem Bruder Milton das Unternehmen Caswell-Massey übernahm. Sie arbeitete von 1925 bis 1929 als Schauspielerin bei den „Lenox Hill Players“ und war von 1930 bis 1935 Tänzerin im Martha Graham Dance Studio. Sie beendete ihre Berufstätigkeit, als 1935 ihre Tochter Joanne geboren wurde. Ab 1942 war sie in den Ferien Betreuerin von Großstadtkindern in den Cejwin Sommercamps.
Um ihrer Tochter einen Eindruck der Welt ihrer eigenen Kindheit in einer orthodoxen Familie zu geben, schrieb sie Geschichten aus ihrer Kindheit auf. Das Manuskript wurde von ihrem Mann beim Wettbewerb um den „Charles W. Follett Award“ eingereicht und wurde als Gewinner 1951 vom Verlag Follett gedruckt. Es gewann 1952 auch den „Jewish Book Council Award“. Der Erfolg führte zu einer Serie von fünf Büchern der All-of-a-Kind Family, der letzte Band erschien postum. Taylor veröffentlichte fünf weitere Kinder- und Jugendbücher. Sie bekannte sich zeitlebens zum Sozialismus.
Seit 1968 vergibt die Association of Jewish Libraries jährlich einen Buchpreis in drei nach Altersstufen geordneten Kategorien. Nach dem Ableben Taylors 1978 wurde der Preis in Sydney Taylor Book Award umbenannt, die erste Hauptpreisträgerin im Folgejahr war die deutsche Emigrantin Doris Orgel.

## Werke (Auswahl)
- All-of-a-Kind Family. Illustrationen von Helen John. Chicago : Wilcox and Follett 1951
  - Die Mädchenfamilie. Aus d. Amerikan. übertr. von Friedl Hofbauer. Ill. von Michael Olschowy. Recklinghausen : Bitter 1980
- More All-Of-A-Kind Family. Illustrationen von Mary Stevens. Chicago, Follett Pub. Co 1954
  - Neues von der Mädchenfamilie. Aus d. Amerikan. übertr. von Friedl Hofbauer. Recklinghausen : Bitter 1982
- All-of-a-Kind Family Uptown. Illustrationen von Mary Stevens. Chicago : Follett Publishing Company 1958
- Mr. Barney's Beard. Illustrationen von Charles Geer. Chicago : Follett, 1961
- Now That You Are 8. Illustrationen von Ingrid Fetz. New York : Association Press, 1963
- The Dog Who Came to Dinner. Illustrationen von John E. Johnson. Chicago, Follett Pub. Co, 1966
- A Papa Like Everyone Else. Illustrationen George Porter. Chicago, Follett Pub. Co, 1966
- All-of-a-Kind Family Downtown. Illustrationen von Beth and Joe Krush. 1972
- Ella of All-of-a-Kind Family. Illustrationen von Gail Owens. New York : E.P. Dutton 1978
- Danny Loves a Holiday. Illustrationen von Gail Owens.  New York : Dutton 1980